# 독신녀 에리카
독신녀 에리카(An Unmarried Woman)는 미국에서 제작된 폴 마줄스키 감독의 1978년 코미디, 드라마, 멜로/로맨스 영화이다. 질 클레이버그 등이 주연으로 출연하였고 폴 마주르스키 등이 제작에 참여하였다.

## 출연

### 주연
- 질 클레이버그
- 앨런 베이츠
- 마이클 머피

### 조연
- 클리프 고먼
- 패트리시아 퀸
- 켈리 비숍
- 리사 루카스
- 린다 밀러

## 제작진
- 미술: 파토 구즈먼
- 의상: 알버트 울스키
- 배역: 줄리엣 테일러